# خوان راميريز
خوان راميريز (بالإسبانية: Juan Zacarías Ramírez) هو مدرب كرة قدم ولاعب كرة قدم باراغواياني في مركز الدفاع، ولد في 26 سبتمبر 1961 في انكارناسيون في باراغواي. لعب مع أوليمبيا أسونسيون.